# (1429) Pemba
(1429) Pemba ist ein Asteroid des Hauptgürtels, der am 2. Juli 1937 vom südafrikanischen Astronomen Cyril V. Jackson in Johannesburg entdeckt wurde.
Benannt wurde der Asteroid nach der zu Tansania gehörenden Insel Pemba.